# Alain Emmanuel de Coëtlogon
Pour les autres membres de la famille, voir Famille de Coëtlogon.
Alain Emmanuel de Coëtlogon de Méjusseaume, né le 4 décembre 1646 à Rennes et mort le 6 juin 1730 à Paris, est un officier de marine et gentilhomme français des XVIIe et XVIIIe siècles. Issu d'une ancienne famille de la noblesse bretonne, Alain-Emmanuel de Coëtlogon s'engage jeune au service du Roi, d'abord dans l'armée de terre, puis dans la Marine royale. Sous les ordres du maréchal de Tourville, il participe aux guerres menées par Louis XIV contre ses voisins européens.
Il s'illustre pour la première fois pendant la guerre de Hollande au combat de Solebay puis pendant la campagne de Sicile (1675-1678). Après avoir envisagé un temps de se faire prêtre, il mène plusieurs campagnes en mer Baltique et contre les corsaires barbaresques en Méditerranée. La guerre de Succession d'Espagne (1701-1714) lui donne à nouveau l'occasion de s'illustrer au Cap de la Roque puis à Vélez-Málaga. Commandant la Marine au Port de Brest de 1705 à 1714, il est — une fois la paix revenue — comblé d'honneurs. Élevé à la dignité de vice-amiral du Levant à la mort du marquis de Châteaurenault, il est fait la même année Grand'croix de l'ordre royal et militaire de Saint-Louis. Membre du Conseil de marine, du Conseil d'État, il est fait chevalier des Ordres du Roi en 1724, avant de se retirer chez les jésuites. Il est nommé maréchal de France, six jours avant sa mort, le 6 juin 1730.

## Biographie

### Origines et famille
Alain Emmanuel de Coëtlogon est issu de la maison de Coëtlogon, une très ancienne famille noble de Bretagne, descendant d'Eudes de Coëtlogon, chevalier qui vivait en 1180. Remontant au XIIe siècle, elle a fourni un grand nombre de serviteurs et de militaires au royaume de France.
Son père, Louis de Coëtlogon, vicomte de Méjusseaume, conseiller du roi au parlement de Bretagne, décède en 1657. Sa mère, Louise Le Meneust de Bréquigny, est la fille de René de Brétigny, conseiller du Roi et Président à mortier du Parlement de Bretagne, et de Denise Marcel dont l'hôtel se trouve rue Saint-Georges à Rennes.
Le couple se marie à Rennes le 28 novembre 1613, en présence de Monseigneur Larchiver, évêque de Rennes en l'église Saint-Germain de Rennes. De cette union naissent sept fils :
- René de Coëtlogon-Méjusseaume, il épouse en 1643 Philippe Hélène, fille et unique héritière du marquis de Coëtlogon, chef de la branche aînée et devient à la mort de son beau-père deuxième marquis et en 1657 gouverneur de Rennes, Lieutenant du Roi pour la Haute Bretagne avec rang de Lieutenant général ;
- Sébastien de Coëtlogon-Méjusseaume, seigneur de la Saudraye et de Kerface, lieutenant du roi au gouvernement de Bretagne et son fils Jacques, capitaine de vaisseau, meurt de ses blessures lors du siège de Carthagène en 1697 ;
- François de Coëtlogon, né en 1631, évêque de Quimper en 1668
- Guy de Coëtlogon-Méjusseaume, dit « Monsieur de Méjusseaume », né à Rennes le 31 janvier 1635, deviendra magistrat, doyen des Conseillers au Parlement de Bretagne et Syndic des États ;
- Louis de Coëtlogon, vicomte de Loyat, il fonde la branche Coëtlogon de Loyat, qui disparaît en 1791 ;
- Jean de Coëtlogon, prêtre, vicaire à Quimper et recteur de Crozon ;
- Alain-Emmanuel de Coëtlogon

Ainsi que deux filles :
- Marie, religieuse à la visitation de Saint-Mélaine à Rennes ;
- Louise, née en 1625, qui mourra en 1713, doyenne du même couvent.

### Jeunesse
Alain Emmanuel de Coëtlogon de Méjusseaume naît à Rennes dans l'hôtel familial de la rue Saint Georges. Il est baptisé en l'église Saint-Germain de Rennes le 4 décembre 1646, tenu sur les fonts baptismaux par son parrain Alain de Coëtlogon, seigneur de Kerviguen, et sa marraine Emmanuelle de Coëtlogon.
Membre d'une illustre famille,, il reçoit à Rennes une excellente éducation. Son père décède en 1657 alors qu'il n'a que onze ans et son frère René devient gouverneur de Rennes. Il entre dans une Académie militaire, dont il sort en 1668 avec le grade d'enseigne. La même année, son frère François est nommé évêque de Quimper, après en avoir été pendant deux ans coadjuteur. À 22 ans, il sert deux années dans le régiment du Dauphin-Infanterie avant d'entrer dans la Marine royale en 1670.

### Carrière militaire
La plus grande partie de la carrière maritime d'Alain Emmanuel de Coëtlogon va se dérouler sous les ordres de Tourville, son aîné de quatre ans. Enseigne de vaisseau le 4 août 1670, il embarque en 1671 sur le vaisseau L'Excellent, 56 canons, commandé par Tourville, basé à Rochefort et qui s'échoue en gagnant la haute mer ; le renflouement sera long et difficile.

#### Guerre de Hollande (1672-1678)

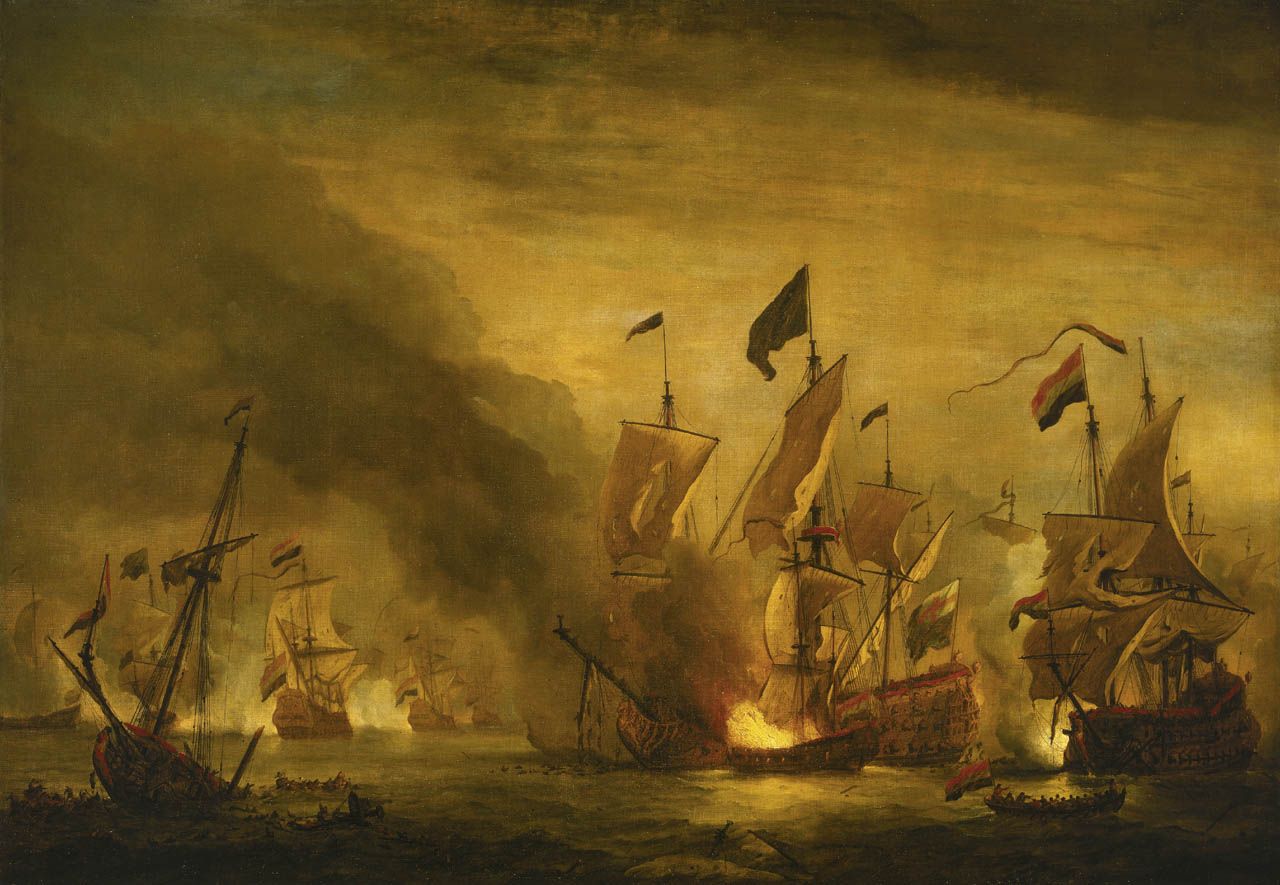
Le bombardement du Royal James à la bataille de Solebay, le 28 mai 1672 par Willem van de Velde le jeune

En juin 1672, il combat à Solebay sur Le Sage, 50 canons, commandé par Tourville dans l'escadre du vice-amiral d'Estrées. En juin 1673, il se distingue sur L'Invincible, 70 canons, aux combats de Schooneveld puis à nouveau au Texel en août 1673. Malgré cela, ces trois batailles navales sont remportées par l'amiral de Ruyter contre la flotte combinée franco-britannique commandée par le duc d'York, dans la lutte qui oppose Louis XIV et Charles II Stuart à Guillaume d'Orange, Stadhouder des Provinces-Unies.
En 1674, son frère ainé, le marquis de Coëtlogon, Lieutenant du roi en Haute-Bretagne, avec deux cents gentilshommes et six cents fantassins, repousse victorieusement les troupes du Luitenant-admiraal Cornelis Tromp débarquées en juillet à Belle-Isle sous les ordres du comte de Horne.
Le 26 janvier 1675, Alain-Emmanuel de Coëtlogon reçoit une commission de capitaine de vaisseau. Il est alors âgé de vingt-neuf ans seulement. Quelques jours plus tard, il embarque à Toulon comme second de Tourville sur La Syrène de cinq cents tonneaux, envoyée en renfort à Messine, qui s'est révoltée contre le roi d'Espagne et demande secours à Louis XIV. Le 11 février, la petite escadre française combat une flotte espagnole deux fois plus importante, commandée par l'amiral Melchior de La Cueva, la met en fuite et entre triomphalement dans Messine. Les Espagnols font venir en renfort des mercenaires allemands par l'Adriatique. Tourville avec La Syrène, Le Téméraire et La Gracieuse, s'empare des navires qui les ont débarqués à Barletta à quarante kilomètres au nord-ouest de Bari sur la côte orientale de la Pouille,.
Tourville, dans une lettre du 21 juillet 1675, rend compte de cette affaire au secrétaire d'État à la Marine Seignelay :
Dans une autre lettre du 19 août, Tourville, relatant la prise d'Agosta, décrit l'action fougueuse de Coëtlogon qui « avec quelques mousquetaires coupe la première barrière à coups de hache malgré une grêle de boulets de canon et de pierres et quelques coups de mousquet » et se porte en chaloupe à son secours avec tous les soldats disponibles.

« Je le trouvais à la seconde barrière. Ils [les ennemis] mirent pavillon blanc et comme nous étions à la porte pour parler ils tirèrent à nouveau à coups de mousquet et à coups de pierre sur nous ; ils nous firent une seconde bandière blanche et nous manquèrent une seconde fois de parole ; ils ne se rendirent que lorsque j'allais faire brûler la porte ; le gouverneur vint en bas et demanda à capituler, ce que je fis dans les formes…
Je prends la liberté de vous dire au vrai ce qu'il en est parce que je suis persuadé que vous en ferez ma cour au Roi et que vous n'oublierez pas de faire celle de Coëtlogon qui a bonne part à tout et à qui je donne quelquefois de rudes corvées…. »

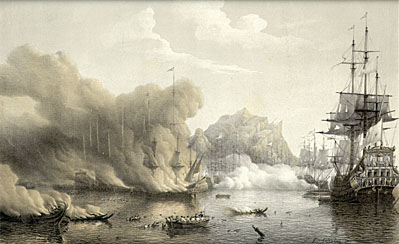
Bataille de Palerme, 2 juin 1676

Ce n'est qu'au prix de multiples blessures que Coëtlogon enlève la Tour d'Avalos, ce qui entraîne la capitulation de la ville.
C'est au cours de cette bataille navale que l'amiral en chef de la flotte hollandaise, Michiel de Ruyter, allié des Espagnols est grièvement blessé. Il décède quelques jours plus tard à Syracuse. Coëtlogon, capitaine de pavillon du chef d'escadre Gabaret commandant sur le Sans Pareil l'arrière-garde de l'amiral Duquesne, est à nouveau blessé, le 22 avril 1676. Commandant L’Éclatant, dans l'avant garde de la flotte placée sous les ordres du maréchal de Vivonne, il attaque en premier l'escadre hispano-hollandaise au mouillage de Palerme le 31 mai,.
En 1677, toujours sous les ordres de Duquesne, il escorte un convoi de troupes vers Messine et en mars 1678 participe à l'évacuation de Messine, quatre mois avant la paix de Nimègue, qui met fin à la guerre menée par Louis XIV contre les Provinces-Unies et l'Espagne et apporte au royaume de France la Franche-Comté et des places fortes allant de Dunkerque à la Meuse.
Pendant la campagne de Sicile, son frère Louis achète le château de Loyat près de Ploërmel, construit au début du XVIe siècle par Béatrice de Rostrenen épouse de Jean d'Acigné.

#### Le naufrage de Tourville en 1679
Commandant L'Arc en Ciel, Coëtlogon fait partie de la division, que Tourville, chef d'escadre depuis 1675, à bord du Sans-Pareil, ramène de Toulon à Brest en 1679. Après avoir fait escale à Cagliari, Tripoli et Lisbonne, le Sans Pareil et Le Conquérant sont gravement endommagés et sombrent au cours d'une violente tempête sous Belle-Isle, le 21 octobre 1679.
Tourville décide d'évacuer le Sans Pareil et de faire passer 70 de ses hommes sur L'Arc en Ciel à l'aide de la grande chaloupe, mais une fois à l'abri, les marins qui montent la chaloupe refusent de retourner sur le vaisseau amiral à l'agonie pour sauver le reste de l'équipage ; c'est finalement le canot de L'Arc en Ciel qui se porte au secours des hommes restés à bord du bâtiment de Tourville, mais l'état de la mer l'empêche d'aborder ; l'amiral ordonne le sauve qui peut. Les marins sautent à l'eau, mais comme peu d'entre eux savent nager, beaucoup se noient et disparaissent avec Le Sans Pareil ; on dénombre seulement 78 survivants sur un total de 400 hommes. L'Arc-en-Ciel, plus neuf, plus solide que les autres, peut regagner Brest où il s'abrite.
Tourville et une partie de son équipage sont sauvés par Coëtlogon, le chef d'escadre rend compte du naufrage et de l'action de Coëtlogon dans une lettre adressée à Seignelay quelques jours plus tard.
La nouvelle de ce malheur parvient à Versailles où elle jette la consternation. Près de 800 hommes avaient péri et, parmi eux, beaucoup d'officiers appartenant à des familles importantes. En Provence, d'où les équipages étaient originaires, un deuil général est décrété. On fait payer aux familles des morts ce qui leur revenait de leur solde, seule consolation qu'on peut leur donner. Une enquête est commandée à Brest et à Toulon ; Arnoul, qu'on accusait d'avoir mal veillé aux radoubs, est remplacé à Toulon, par Girardin de Vauvré.

#### Les questionnements spirituels en 1680
En 1680, Alain Emmanuel de Coëtlogon est toujours célibataire à 34 ans. Il a deux sœurs religieuses, un frère évêque, un autre recteur de Crozon et son neveu Louis, fils de son frère René (veuf depuis 1677) vient d'être nommé évêque de Saint-Brieuc. Aussi, il se met à étudier la théologie et envisage d'entrer dans les ordres avec l'accord de l'évêque de Rennes, Jean-Baptiste de Beaumanoir de Lavardin, qui l'autorise dans un document rédigé en latin « à recevoir la tonsure de n'importe quelque illustrissime et révendissime évêque régulièrement et canoniquement institué, non frappé de suspens ». Coëtlogon abandonne son projet religieux pour reprendre la mer, mais profondément marqué par cette crise spirituelle va mener une vie austère dans un célibat quasi-monastique.

#### Les campagnes en Baltique et en Méditerranée (1683-1689)
En 1683, Alain-Emmanuel de Coëtlogon prend le commandement du Bon dans l'escadre du marquis Preuilly d'Humières, lieutenant général des armées navales, envoyée au Danemark. Partie de Brest en juin 1683, la flotte de treize vaisseaux arrive au mois de juillet dans la rade de Copenhague. Elle avait pour ordre de porter secours au roi de Danemark, et d'empêcher la jonction des vaisseaux hollandais avec ceux de Suède et pour empêcher que les Suédois ne fassent passer des troupes en Allemagne.
Le 27 août 1683, il perd son frère René, gouverneur de Rennes, qui est remplacé par son fils René Hyacinthe, troisième marquis de Coëtlogon. En 1685, capitaine de vaisseau, Coëtlogon commande Le Vermandois, quarante-quatre canons, à Tanger et à Cadix.
L'année suivante, il livre combat devant Malaga à deux vaisseaux espagnols de cinquante-six et quarante-quatre canons, qui refusent de saluer le pavillon du roi de France et les oblige à se réfugier à la nuit sous les batteries de Málaga,. En 1687, il prend à l'abordage un navire corsaire barbaresque et participe en juillet 1688 dans l'escadre d'Estrées à un nouveau bombardement d'Alger,.

#### Guerre de la Ligue d'Augsbourg (1688-1697)

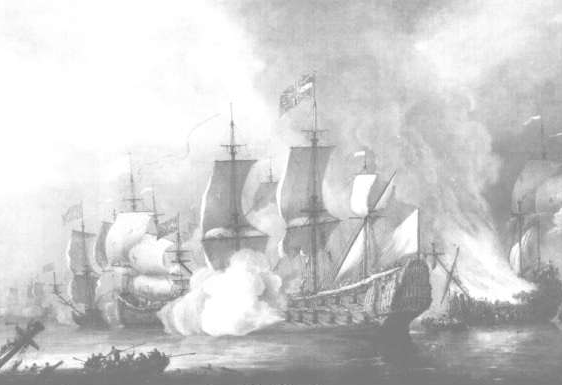
Bataille de la baie de Bantry, 11 mai 1689
par Adriaen van Diest

Pendant la guerre de la Ligue d'Augsbourg, il soutient au sein de l’escadre de Châteaurenault, son neveu par alliance, le débarquement des troupes de Jacques II à Kinsale en Irlande le 22 mars 1689 pour reconquérir son royaume avec le concours des Irlandais catholiques et de ses partisans écossais.
Le 10 mai, Coëtlogon commandant Le Diamant débarque des soldats et du matériel à Bantry. Le lendemain, 11 mai, au large du cap Clear, la flotte française combat dans la baie de Bantry l'escadre de l'amiral anglais Herbert. Durant la canonnade, qui dure six heures, un incendie se déclare dans les gargousses du Diamant. Une explosion arrache la dunette, tuant trente gardes de la Marine. Bien qu'une partie de son équipage ait sauté à la mer, Coëtlogon continue à combattre en luttant contre l'incendie, qu'il arrive à circonscrire. Les vaisseaux anglais ont beaucoup souffert et la moitié d'entre eux ne sont plus en état de combattre, mais Châteaurenault laisse échapper son adversaire sans obtenir une victoire décisive.
Nommé chef d'escadre le 1er novembre 1689, Coëtlogon continue à servir sous les ordres de Tourville, lieutenant général des armées navales depuis le 1er janvier 1682 et qui vient d'être promu vice-amiral du Levant lors de la même promotion.

##### Avec Tourville aux combats de Béveziers et de Barfleur (1690-1692)

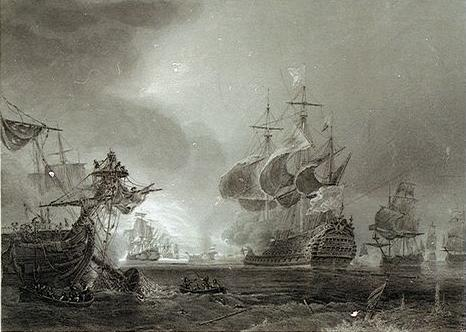
Bataille du cap Bévésiers, 10 juillet 1690
Gravure de Jean Antoine Théodore Gudin

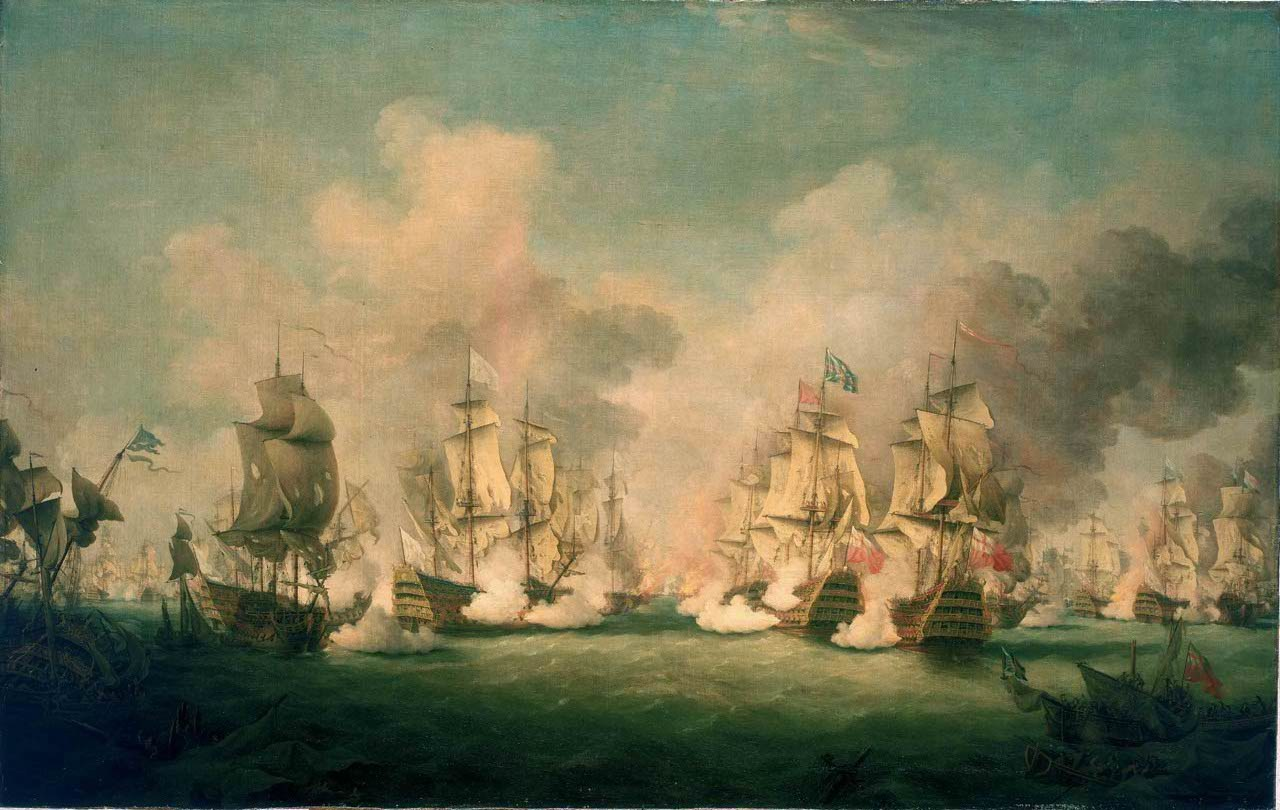
La bataille de Barfleur par Richard Paton

Le 23 juin suivant, la flotte française quitte Brest. Le 30 juin, il est au large du cap Lizard. Pendant que la flotte anglaise quitte l'île de Wight où, les dix derniers jours, elle a reçu des renforts d'autres navires anglais, et d'une escadre hollandaise commandée par Cornelis Evertsen. Mais une grande partie de la marine royale a été détournée pour protéger le commerce maritime des corsaires, la flotte alliée ne compte finalement que 57 navires de ligne, totalisant 4 153 canons, tandis que la flotte de Tourville en compte 4 600. Durant la bataille du cap Béveziers, qui oppose le 10 juillet 1690, le marquis de Châteaurenault à l'avant-garde à l'amiral hollandais Evertzen, Tourville au centre au comte de Torrington et à John Ashby, et le comte d'Estrées à l'arrière garde à Ralph Delaval, Coëtlogon commande une division de l'avant-garde sur Le Saint-Philippe, 78 canons. Il participe avec vaillance à la destruction de l'escadre hollandaise encerclée par Villette-Mursay et Tourville, pendant que les Britanniques font remorquer leurs vaisseaux par des chaloupes hors de portée des canons français. À la renverse du courant à 16 h 30, les Anglo-hollandais mouillent, les Français les imitent trop tard et dérivent loin de l'adversaire.
Avant la « campagne du Large » de 1691, Coëtlogon écrit de Brest à Tourville le 26 mars 1691, pour lui faire part de ses inquiétudes au sujet d'un convoi envoyé au secours de Limerick sur le Shannon assiégée par Guillaume III :
Coëtlogon prend part à la brillante campagne du Large conduite par Tourville contre l'amiral Russell du 25 juin au 14 août 1691 dans la Manche puis dans l'Atlantique. Chef-d’œuvre d'habileté manœuvrière et de tactique navale, Tourville parvient pendant cinquante jours à attirer au large, sans la combattre, une flotte anglaise plus nombreuse et à la détourner ainsi des côtes de France.
En février 1692, Louis XIV décide sur le conseil du marquis de Bonrepaus de s'emparer de Londres en débarquant sur l'île de Portland 13 000 fantassins et 3 000 cavaliers rassemblés à Saint-Vaast-la-Hougue sous les ordres de Jacques II Stuart et du maréchal de Bellefonds, après la destruction de la flotte anglo-hollandaise par Tourville, qui estime manquer de moyens mais obéit.
Le 29 mai 1692, Coëtlogon commande une division sur Le Magnifique,, 86 canons et 600 hommes d'équipage dans l'arrière garde de Gabaret opposée à l'escadre bleue de l'amiral anglais Ashby secondé par les amiraux Carter, Rooke et Shovell. Le combat commence vers 11 heures ; le vent faible et incertain vient du nord-ouest ; les deux lignes adverses font route au sud. Le marquis d'Amfreville à l'avant garde, soutenu par les cinq vaisseaux détachés du marquis de Nesmond, s’oppose à la tentative de débordement de l'avant garde hollandaise de l'amiral Almonde ; au centre Tourville et Russell se livrent à un combat acharné ; à l'arrière Gabaret et Coëtlogon couvrent les vaisseaux de Tourville pour qu'il ne soit pas pris entre deux feux par Ashby, qui se lance à la poursuite de la division de Panetié.
Coëtlogon combat pendant deux heures la division de Shovell. Vers 16 heures, les vaisseaux d'Ashby reviennent encercler Tourville, les Français se battent à un contre deux. Coëtlogon se porte au secours du Soleil Royal de Tourville entouré par huit vaisseaux et plusieurs brûlots. Le vent tombe le flot commence à porter à l'est, Tourville fait mouiller ses navires, le centre anglais est entraîné hors de portée de canon par le courant de marée ; la brume tombe et ne se dissipe qu'à vingt heures. L'escadre d'Ashby lance ses brûlots sur le Soleil Royal, qui réussit à les éviter et se laisse dériver à travers le centre français pour s'échapper. Durant cette action le contre amiral Carter et le commodore Hastings sont tués. Tourville a remporté la victoire avec 44 vaisseaux contre les 99 de Russell. La nuit tombe et la lune se lève, Russell rassemble ses forces et fait route vers le nord. L'ennemi perd deux vaisseaux et les Français ont 1 700 hommes hors de combat. Tout ce que fait ce jour-là, le comte de Tourville écrit Villette-Mursay, qui commandait une division du centre « est si grand et si beau, qu'il n'y a rien à excuser ou à défendre ». Il ajoute dans ses Mémoires :

« Le chevalier de Coëtlogon se distingua par un endroit que l'événement a autorisé. Au lieu de suivre Mr Gabaret, son amiral, il s'attacha au comte de Tourville et fit merveilles avec lui. Tout bien regardé, Coëtlogon n'a pas montré à cette occasion moins de bonne conduite que de fermeté et il est digne de beaucoup de louanges. »

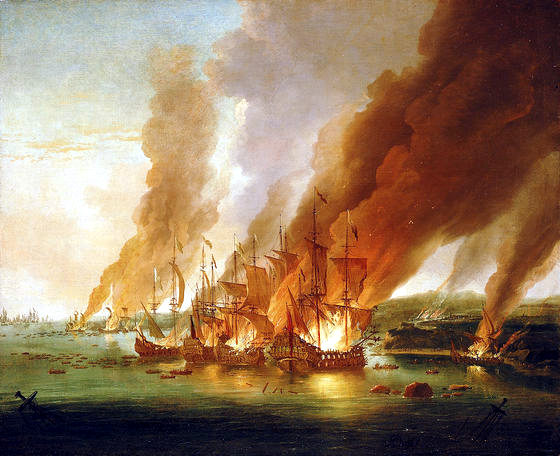
Le Soleil Royal brûle pendant la bataille de la Hougue, Huile sur toile par Adriaen van Diest.

Le père Hoste, aumônier de Tourville, qui a assisté à la bataille écrit, en la relatant, dans son Traité des Évolutions Navales, publiée en 1691 :

« Une juste reconnaissance m'oblige de ne pas oublier le chevalier de Coëtlogon, chef d'escadre, qui, par une valeur incomparable, vint partager la gloire de cette action. Il était contre amiral bleu et son poste naturel l'avait mis hors de la portée des ennemis ; mais voyant l'Amiral de France au milieu des Anglais où on le croyait perdu, il obtint la permission de quitter son poste, et s'étant fait jour à travers les ennemis qui entouraient son général, il vint mouiller près de lui, pour le sauver (disait-il à ses officiers), ou pour périr avec lui. »

Coëtlogon demandera à passer en conseil de guerre pour ce glorieux acte d'indiscipline et sera acquitté.
Le 30 mai, Gabaret et Nesmond rejoignent Brest avec cinq vaisseaux, deux rallient Le Havre et deux Saint-Vaast-la-Hougue. Tourville essaie de gagner Saint-Malo par le Raz Blanchard. En fin d'après-midi, il doit abandonner trois vaisseaux dont le Soleil Royal, qui s'échouent en rade de Cherbourg et seront incendiés par les brûlots de l'amiral Delaval le 1er juin. Vingt-deux navires franchissent le Raz Blanchard dans la nuit du 30 au 31 mai et se réfugient à Saint-Malo sous les ordres de Panetié. Les dix derniers dont L'Ambitieux de Villette-Mursay, sur lequel Tourville a transféré son pavillon et Le Magnifique de Coëtlogon, entrent trop tard dans le chenal, chassent sur leurs ancres et se mettent à l'abri sous Saint-Vaast-la-Hougue, sans câbles pour mouiller ; ils s'échouent sous les forts de La Hougue et de Tatihou et seront incendiés par l'ennemi, sans que les troupes à terre cherchent à s'y opposer : quinze vaisseaux sont ainsi perdus.

##### Bataille de Lagos et le convoi de Smyrne

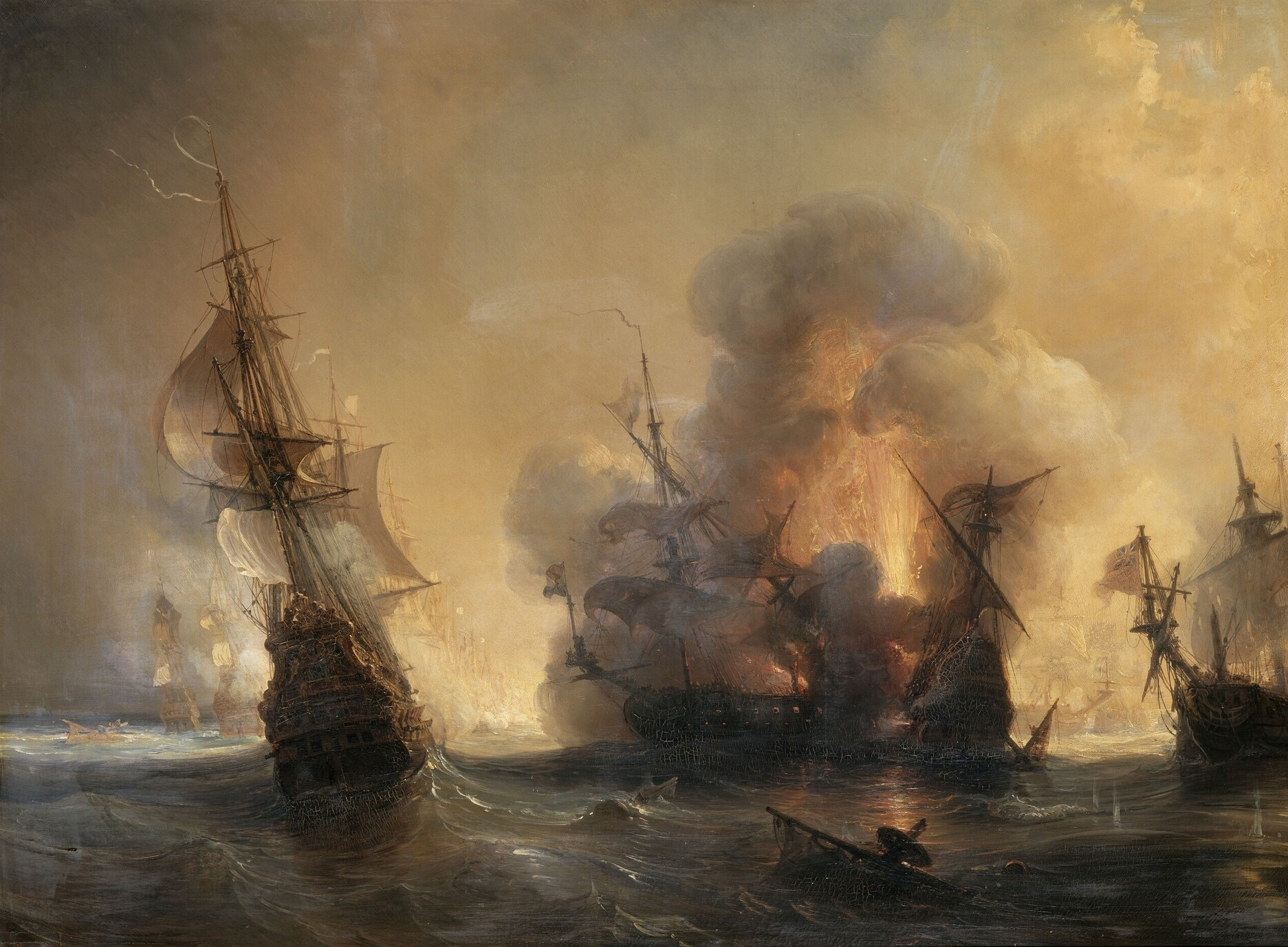
Bataille de Lagos, 26 juin 1693, Huile sur toile par Théodore Gudin

Chaque année, à la fin du printemps, un gros convoi de navires marchands quittait l'Angleterre, à destination, entre autres, de Smyrne, d'où son appellation de « Convoi de Smyrne ». Le 26 mai 1693, Tourville, élevé en mars à la dignité de Maréchal de France, appareille de Brest sur le nouveau Soleil Royal avec soixante-et-onze vaisseaux, dont celui de Coëtlogon, et quinze frégates, avec l'intention de se saisir de ce convoi.

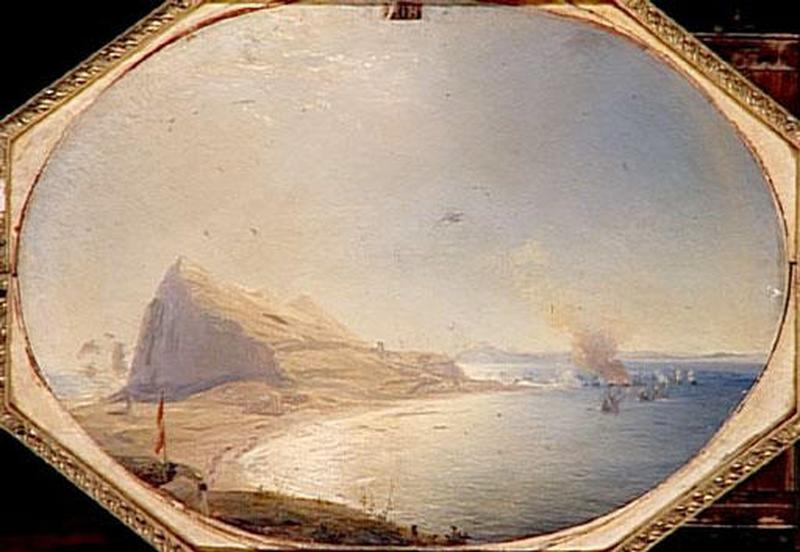
Expédition de Coëtlogon à Gibraltar 1693. Huile sur toile de Théodore Gudin (XIXe siècle).

Le 2 juin la flotte mouille à Lagos pour se mettre à l'abri du mauvais temps. Le 26 juin le convoi de Smyrne est signalé, il compte cent quarante-huit navires marchands, escortés par vingt-sept vaisseaux commandés par l'amiral britannique Rooke et l'amiral hollandais Van Der Goes. Tourville appareille aussitôt, l'escorte mal engagée par Gabaret s'échappe, une centaine de bâtiments marchands sont pris entre Lagos, Cadix, Gibraltar et Malaga. La valeur des prises s'élève à plus de trente millions de livres. Le 8 juillet, Coëtlogon détaché avec huit vaisseaux et huit galiotes s'empare sous les canons des forts de Gibraltar de deux vaisseaux et de trois navires marchands hollandais. Il brûle et coule cinq bâtiments anglais, de 36 à 50 canons, qui faisaient partie de la flotte de Smyrne. Le chiffre exact des prises effectuées ce jour-là diffère selon les historiens.

##### La défense de Saint-Malo (novembre 1693)
Pour un article plus général, voir Raid sur Saint-Malo (1693).
En août 1693, le Trésor royal étant vide, Tourville désarme sa flotte à Toulon. Le chevalier de Coëtlogon rentre à Rennes. Le 26 novembre, l'amiral anglais John Benbow mouille au large de Saint-Malo avec une escadre de dix vaisseaux et six galiotes pour détruire ce refuge de corsaires avec une machine infernale constituée par un navire de grande taille rempli de poudre. Les galiotes mouillées dans la fosse aux Normands sous le Grand Bé, bombardent la ville. Le duc de Chaulnes, gouverneur de Bretagne, accompagné de Châteaurenault, Coëtlogon, Bienassis et Sainte-Maure, arrivent à Saint-Malo le 28 pour prendre les dispositions de défense. Les femmes et les enfants sont évacués. Par chance la machine infernale, lancée sur la ville à la pleine mer, s'échoue sur un rocher avant de l'atteindre.

#### La «guerre de course» (1694-1697)
Le 1er février 1694, le chevalier de Coëtlogon est nommé chevalier de l'Ordre militaire de Saint-Louis, institué par le roi en avril 1693 « en considération des services qu'il rend depuis dix-neuf ans tant en qualité de capitaine de vaisseaux que de chef d'escadre ». En 1694 il adresse au Secrétaire d'État à la Marine un rapport sur la situation de la Marine et son emploi :
Dans ce long rapport, Coëtlogon préconise de tenir la mer au lieu de laisser les forces navales dans les ports à la merci du blocus ennemi, il encourage la guerre de course, qui fera du tort au commerce adverse, jette un regard lucide sur le manque de connaissances de certains officiers, qui comptent plus sur leurs appuis à la Cour, que sur leurs mérites pour avancer et demande l'application stricte de la discipline.
Il semble que le chevalier de Coëtlogon se soit livré à la guerre de course, de 1694 à la paix de Ryswick, qui met fin à la guerre de la Ligue d'Augsbourg, mais rien ne permet de le prouver. En 1697, son neveu le capitaine de vaisseau Jacques de Coëtlogon, fils de son frère Sébastien meurt à trente-cinq ans des suites des blessures reçues durant le siège de Carthagène des Indes conduit par le gouverneur de Saint-Domingue Jean-Baptiste du Casse et le baron de Pointis.
En 1698, Louis XIV en conflit avec le Maroc envoie Coëtlogon, à la tête de sept frégates légères, croiser au large des côtes du pays.

#### La guerre de Succession d'Espagne (1701-1704)
Le 30 octobre 1701, le roi d'Espagne Charles II meurt sans laisser d'héritier et désigne comme successeur le duc d'Anjou petit-fils de Louis XIV ou à défaut l'archiduc Charles fils de l'empereur Léopold. Le duc d'Anjou est proclamé roi d'Espagne sous le nom de Philippe V, tout en conservant ses droits sur le trône de France. Jacques II Stuart meurt à son tour et Louis XIV reconnait son fils Jacques III comme roi d'Angleterre, ce qui irrite Guillaume III. Le 7 septembre 1702, le Saint-Empire, les Provinces-Unies et la Grande-Bretagne se coalisent à nouveau contre la France.
En mai 1701 la mort de Tourville affecte profondément le comte de Coëtlogon. Il est remplacé comme vice-amiral du Levant par le marquis de Châteaurenault et Coëtlogon est nommé lieutenant général des armées navales le 29 mai, « pour servir en Levant et en Pônant », avec le titre de marquis, qu'il n'utilisera jamais, le marquisat de sa famille étant réservé à la descendance de son frère ainé René.
Jérôme Phélypeaux de Pontchartrain, qui a succédé à son père en 1697 au Secrétariat d'État à la Marine, ne dispose que de cent-dix vaisseaux à opposer aux deux-cent-vingt-sept vaisseaux anglais et hollandais de la coalition et tout en poursuivant la guerre de course, tente de maintenir la liberté de communications, d'une part entre la France et l'Espagne, d'autre part entre l'Espagne et l'Amérique.
Le vice-amiral Châteaurenault est nommé « capitaine général des mers de l'Océan » par Philippe V. Le chevalier de Coëtlogon lui est adjoint avec pouvoir de « capitaine général du roi d'Espagne dans les Indes en l'absence du comte de Chateaurenault ».

##### La campagne d'Amérique (1702)
Il est envoyé en compagnie de Châteaurenault, à la tête de dix-huit vaisseaux protéger les colonies françaises et espagnoles d'Amérique, Buenos Aires, La Havane, Vera Cruz, Porto-Bello et Carthagène des Indes, que les Anglais étaient désireux de prendre.
En 1702, Coëtlogon au service de l'Espagne à la tête d'une escadre de cinq vaisseaux : Le Monarque, L'Orgueilleux, Le Vainqueur, L'Éole et La Couronne, est chargé de protéger le ravitaillement des colonies espagnoles. Il séjourne à Vera Cruz au Mexique et demeure à la suite d'ordres et contre-ordres dans une longue inaction, dont il s'indigne dans une lettre du 2 janvier 1702, écrite de La Havane.

##### Le combat du cap de la Roque (22 mai 1703)

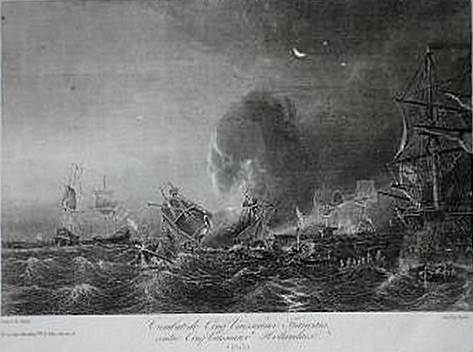
M. de Coetlogon prend quatre vaisseaux hollandais et en coule à fond un cinquième, à la hauteur de Lisbonne (mars 1703), gravure de la bataille du cap de la Roque, 22 mai 1703, d'après le tableau de Théodore Gudin

Parti de Brest le 13 mai, le chevalier de Coëtlogon monté sur Le Vainqueur revient sur les côtes portugaises, à la tête d'une escadre de cinq vaisseaux. Le 22 mai, il livre bataille au large du Cap de la Roque avec sa petite escadre à cinq bâtiments hollandais moins puissants que le sien escortant la flotte de navires marchands entre Lisbonne et Saint Wal. Il remporte la victoire sur les navires néerlandais, coule une partie de la flotte et prend quatre vaisseaux, mais laisse échapper une partie du convoi marchand, selon la relation officielle, qui en est faite. À cette occasion il fait prisonnier le comte de Wallenstein, ambassadeur du Saint-Empire romain germanique auprès du Portugal.
Des officiers de l'escadre, sous les ordres de Coëtlogon, sont accusés d'avoir détourné trois millions de livres sur les prises faites à cette occasion, et Louis XIV ordonne qu'un enquête soit effectuée.

##### La bataille de Vélez-Málaga (24 août 1704)

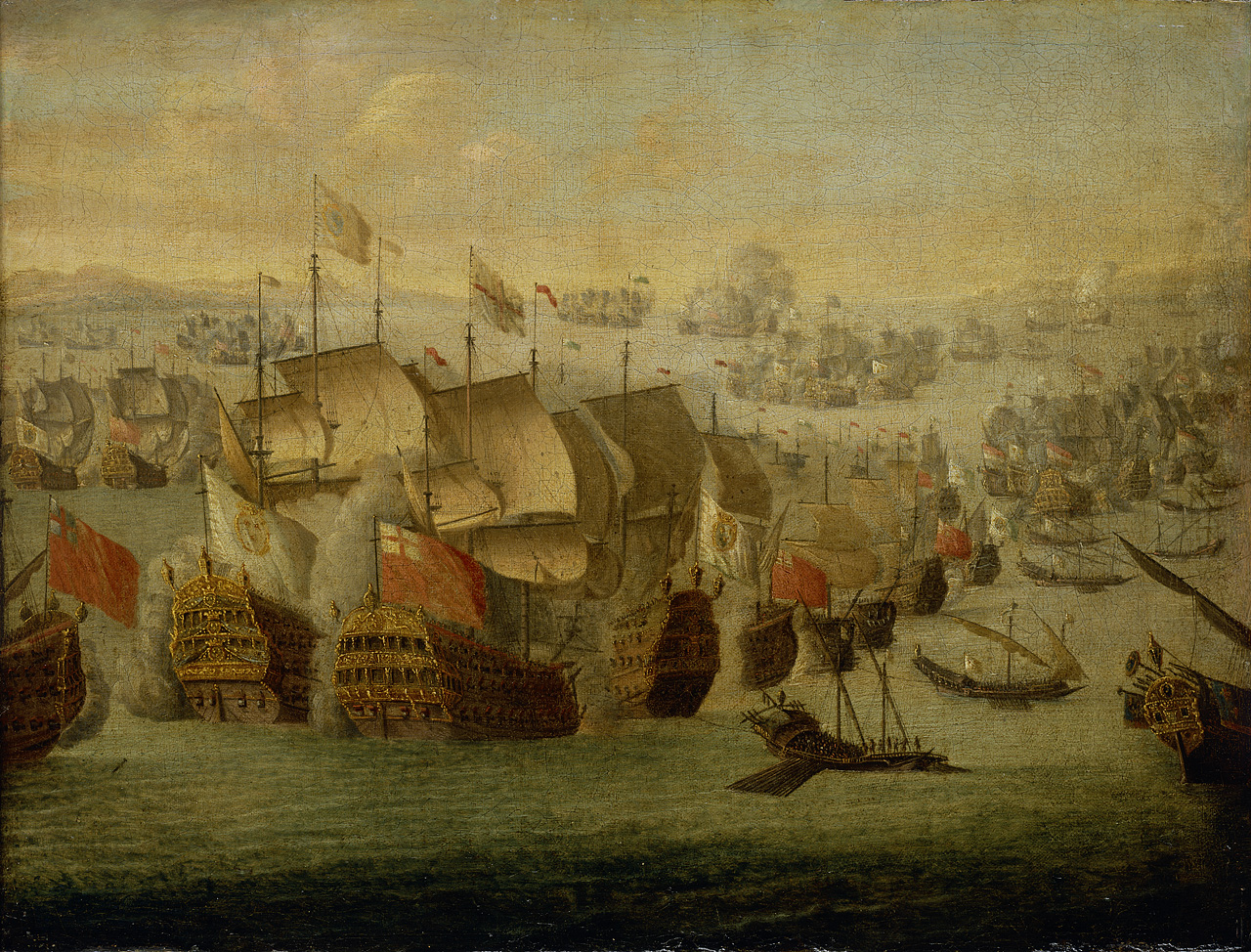
Bataille de Vélez-Málaga, 24 août 1704

En 1704, le comte de Toulouse, fils légitimé de Louis XIV et de Madame de Montespan, Amiral de France à cinq ans, Gouverneur de Bretagne en 1695 et Lieutenant Général en 1702, arme une escadre à Brest le 15 mai, rallie Toulon et appareille le 22 juillet avec cinquante vaisseaux, dont Le Monarque, 90 canons, commandé par Coëtlogon. L'escadre anglo-hollandaise de l'amiral, forte de cinquante-trois vaisseaux s'empare de Gibraltar le 4 août 1704.
Le 24 août les deux escadres sont à la vue devant Vélez-Málaga : l'avant-garde de Villette Mursay, dans laquelle Du Casse commande une division, s'oppose aux amiraux anglais Shovell et Leake ; au centre le comte de Toulouse avec à ses côtés le Maréchal Victor d'Estrées et secondé sur Le Tonnant par le Lieutenant Général de Coëtlogon remplissant les fonctions de vice-amiral du corps de bataille, fait face à l'amiral Brooke. Le marquis de Langeron commande l'arrière garde et se mesure avec l'amiral hollandais Callenburgh. Pendant deux heures, les deux lignes se canonnent vigoureusement. Malgré les objurgations du Lieutenant général de Relingues, qui, commandant une division sur Le Terrible, a une jambe emportée par un boulet et meurt le lendemain, le comte de Toulouse ne poursuit pas son avantage sur les ennemis, qui manquent de munitions.

#### Commandant la Marine au Port de Brest (1705-1714)
La bataille de Vélez-Málaga est le dernier combat de Coëtlogon à la mer. Il prend d'octobre 1705 à avril 1707 le commandement de la Marine au port de Brest. Le 1er novembre 1705, il est élevé au grade de Commandeur de l'ordre royal et militaire de Saint-Louis avec une pension de 3 000 livres « à la place de feu le comte de Relingues, en considération des preuves qu'il a données de sa valeur et de son expérience consommée dans la Marine pendant trente-huit ans de services avec faculté de porter le ruban rouge couleur de feu en écharpe. »
En 1705, son neveu Louis, fils du marquis René de Coëtlogon, et évêque de Saint-Brieuc devient évêque de Tournai. Son frère François, évêque de Quimper meurt en 1706, pendant qu'il arme à Brest et Lorient une escadre de dix-huit vaisseaux pour effectuer une diversion dans l'océan, afin d'empêcher l'adversaire de concentrer ses forces en Méditerranée ; le lieutenant général ne pourra sortir de Brest bloqué par l'ennemi. En 1707, son neveu évêque de Tournai meurt à son tour. Le chevalier de Coëtlogon assure à nouveau le commandement de la Marine à Brest de juin 1708 à septembre 1709.
En 1709, le quatrième marquis de Coëtlogon son neveu Philippe Guy, mousquetaire, guidon de la compagnie des gendarmes écossais, procureur général et syndic des États de Bretagne puis conseiller au Parlement de Bretagne est terrassé par une attaque d'apoplexie à quarante ans et est probablement inhumé à La Trinité-Porhoët. son fils ainé César Magdeleine, époux de Claude Leborgne d'Avaugour devient cinquième marquis de Coëtlogon et réside fréquemment au château de Coëtlogon.
En 1712, le Traité d'Utrecht met fin à la guerre de Succession d'Espagne, après les victoires de Villaviciosa remportée par le duc de Vendôme en 1710 et de Denain gagnée par Villars en 1712, Louis XIV garde ses conquêtes territoriales, mais cède aux anglais Terre-Neuve, l'Acadie et la Baie d'Hudson. La même année Coëtlogon perd son frère Guy, âgé de soixante-dix-sept ans, chef de la branche des Coëtlogon-Méjusseaume. Il séjourne épisodiquement à Brest en octobre 1712, novembre 1713 et novembre 1714.

##### Conseiller de la marine — Vice-amiral du Levant — Conseiller d'État (1715-1717)
Le 5 août 1715, Louis XIV accorde au chevalier de Coëtlogon une pension de 4 000 livres sur l'Ordre de Saint-Louis « vacante par le décès du Sieur Ducasse. » En septembre, le roi Louis XIV décède. Le 18 septembre, il est admis au Conseil de marine avec voix délibérative. À la mort du marquis de Châteaurenault, Coëtlogon est élevé le 18 novembre 1716, à la dignité de vice-amiral du Levant qu'il a refusé de racheter au comte de Noailles,, fils de Châteaurenault, et est nommé Grand'croix de l'Ordre royal et militaire de Saint-Louis avec une pension annuelle de 6 000 livres. Le 27 mars 1717, le Régent, le duc d'Orléans, le fait désigner pour siéger au Conseil d'État, dès qu'une place sera disponible.

« Le Roi étant à Paris — porte le brevet — ayant égard aux services du Sieur Marquis de Coëtlogon, vice-amiral de ses armées navales et conseiller au Conseil de la Marine, Sa Majesté a résolu de l'admettre en ses Conseils en qualité de Conseiller d'État, mais comme toutes les places se trouvent remplies aux termes du Règlement de 1673, elle a voulu lui assurer dès à présent, une place au dit Conseil. »

#### Dernières récompenses — La mort (1718-1730)

##### Les ordres du roi
Début 1724, le nouveau Premier ministre, le duc de Bourbon, fait une promotion de maréchaux de France et de chevaliers de l'Ordre.

« Il donna l'Ordre à Coëtlogon - écrit Saint-Simon - tout aussi mal à propos qu'il ne le fit pas Maréchal de France… Coëtlogon en fut vivement touché, mais consolé par le cri public, il n'en fit aucune plainte et s'enveloppa dans sa vertu et sa modestie. »

Le 28 mars 1724, les titres produits (cent trente-trois pièces) par César Magdeleine, chevalier, marquis de Coëtlogon, chef du nom et armes, petit-neveu de l'amiral, prouvant que l'origine de la famille remontait à l'an 1100, en ligne masculine aux ducs de Bretagne et en ligne féminine à la maison de Porhoët, branche cadette de celle de Bretagne, le vice-amiral de Coëtlogon est admis dans les Ordres du Roi : l'Ordre du Saint-Esprit, institué par Henri III en 1578 et l'Ordre de Saint-Michel, fondé par Louis XI en 1469, la plus haute récompense à laquelle un gentilhomme pût prétendre. En 1725, son petit neveu Jean de Coëtlogon, frère de César Magdeleine, chevalier de l'ordre de Saint-Jean de Jérusalem, meurt noyé.

##### Chez les Jésuites (1726-1730)
Comme son frère ainé René, le vice-amiral fait partie de la Grande Députation des États de Bretagne à la Cour de France, dont il n'apprécie pas les mœurs. Il décide de se retirer en 1726 à l'âge de quatre-vingt ans au Noviciat des Jésuites de Paris et tant que sa santé le lui permet, séjourne chez les religieux à Rennes, dont il est Lieutenant du Roi, au château de Loyat, dont il suit toujours les travaux qui se poursuivront jusqu'en 1737 et à partir de 1728 à Coëtlogon au nord de La Trinité-Porhoët, où il participe financièrement à la reconstruction du château de Coëtlogon, entreprise par son petit neveu César Magdeleine, qui a brûlé en 1795. La première pierre du château actuel porte l'inscription suivante « les flammes IHS ayant consommé l'ancien château, celui-ci fut fondé sous la protection de Dieu le 8 mars 1728 par Messeigneurs César, Sire et Marquis de Coëtlogon et Alain Emmanuel de Coëtlogon, chevalier des Ordres du Roi, vice amiral de France. »

#### Maréchal de France et la mort (1730)
Saint-Simon raconte comment le chevalier de Coëtlogon refusa de vendre sa charge de vice-amiral du Levant pour accéder à la dignité suprême de Maréchal de France :

« Quelques années après, étant fort vieux, il se retira dans une des maisons de retraite du noviciat des Jésuites, où il ne pensa plus qu'à son salut par toutes sortes de bonnes œuvres. Alors Dantin et le comte de Toulouse, qui avait épousé la veuve de son fils, sœur du duc de Noailles, laquelle en avait eu deux fils, songèrent à faire donner au cadet de ces deux petits-fils de Dantin, tout jeune, la vice-amirauté de Coëtlogon, pour avoir l'appui du comte de Toulouse son beau-père, amiral, et voler de là rapidement au bâton de Maréchal de France. Ils le proposèrent à Coëtlogon, ils lui offrirent tout l'argent qu'il en voudrait tirer, enfin ils lui montrèrent le bâton de maréchal de France qu'il avait si bien mérité.
Coëtlogon demeura inflexible, dit qu'il ne voudrait pas vendre ce qu'il n'avait point voulu acheter, protesta qu'il ne ferait point ce tort aux officiers de la Marine, de priver de leur fortune ceux que leur service et leur ancienneté devaient faire arriver après lui. On sut cette généreuse réponse moins par lui que par les gens qui lui avaient été détachés et par les plaintes du peu de succès ; le public y applaudit et la marine en fut comblée. »

Âgé de 84 ans, le vice-amiral de Coëtlogon se retire définitivement chez les Jésuites de Paris pour se préparer à la mort. Ses neveux René Charles Elizabeth, vicomte de Loyat, et Charles Elizabeth de Coëtlogon deuxième fils de son frère Guy, qui relevé de ses vœux de diacre, a épousé en 1722 Marie de Vétéris du Revest et est châtelain de Romilly-sur-Seine depuis 1719, sollicitent à son insu le bâton de Maréchal pour leur oncle. Le comte de Toulouse, qui a eu le lieutenant général de Coëtlogon sous ses ordres à la Bataille navale de Vélez-Málaga, intervient en sa faveur auprès du cardinal de Fleury qui écrit au bas de la requête présentée par ses neveux : « les longs services de M. de Coëtlogon et son grand âge paraissent mériter que le Roi ait la bonté de l'honorer du bâton de Maréchal de France, le 1er juin 1730 ». Le Roi écrivit de sa main « Bon » suivi de sa signature « Louis ». Le brevet des « Provisions de Maréchal de France pour M. le Marquis de Coëtlogon, vice amiral de France » est signé le jour même, le vice-amiral était mourant. Il accueille cette marque tardive de reconnaissance en disant : « Non nobis, Domine, sed nomini tuo da gloriam »,.

« Son confesseur lui annonça cet honneur ; il répondit qu'autrefois il y aurait été fort sensible, mais qu'il lui était indifférent en ces moments où il voyait plus que jamais le néant du monde qu'il fallait quitter, et le pria de ne plus lui parler que de Dieu, dont il ne fit plus que s'occuper uniquement. »

— Saint Simon.
Le Maréchal de Coëtlogon s'éteignit six jours plus tard ; dans son testament daté du 6 juin 1730, veille de sa mort, il déclare :

« avoir choisi sa sépulture dans l'église du noviciat des Jésuites, à Paris, sans que son corps soit transporté s'il se peut à l'église paroissiale au moyen de ce que l'on conviendra avec Monsieur le Curé de Saint-Sulpice de donner pour la paroisse. Veut et ordonne que son enterrement soit simple sans écussons ny marques de distinction, sans y convier personne. Il ne sera point fait de service ny dire de messes autres que celles qu'il ordonnera cy après…. »

Dans ce testament, il donne un tiers de sa fortune aux œuvres et pour faire célébrer des messes à sa mémoire, un tiers à ses serviteurs et le troisième tiers à ses neveux et petits neveux, dont 50 000 livres à son petit neveu César de Coëtlogon, cinquième marquis, maître de camp et chef de la famille.
Malgré son désir, le maréchal est inhumé dans l'Église Saint-Sulpice, rue Garancière en présence le 9 juin de ses neveux René Charles Elizabeth de Coëtlogon, vicomte de Loyat et Charles Elizabeth de Coëtlogon, seigneur de Romilly. L'inscription suivante aujourd'hui disparue, est gravée sur sa tombe :

« Ci-git, Alain Emmanuel Marquis de Coëtlogon, Maréchal et Vice Amiral de France, Chevalier des Ordres du Roi, Grand Croix de l'Ordre royal et militaire de Saint Louis, Conseiller d'État au Conseil Royal de Marine, Capitaine Général pour le Roi d'Espagne dans les mers occidentales d'Amérique, décédé le 7 juin 1730. »

Il ne reste plus trace de l'endroit où il repose depuis plus de deux cent-soixante ans ; dans l'enfeu familial de l'église de la Trinité-Porhoët, les marques des dignités de vice amiral et de maréchal de France ont été sculptées, à côté des décorations épiscopales de son frère François, évêque de Quimper et de son neveu Louis, évêque de Saint-Brieuc puis de Tournai. On prétend que son cœur aurait été enterré dans le cimetière de Loyat et aurait été retrouvé dans un vase de plomb lors de l'inhumation du comte de Champagny, député de Ploërmel.

## Regard de ses contemporains
Dans ses Mémoires, Saint-Simon dit de lui : « C'était, aussi bien que Châteaurenaud, un des plus braves hommes et des meilleurs hommes de mer qu'il y eût. Sa douceur, sa justice, sa probité et sa vertu ne furent pas moindres. Il avait acquis l'affection et l'estime de toute la marine, et plusieurs actions brillantes lui avaient fait beaucoup de réputation chez les étrangers. Il avait du sens avec un esprit médiocre mais fort suivi et appliqué. »
Dans le brevet le nommant Maréchal de France, qui relate les hauts faits de sa vie maritime, nous pouvons lire sous la signature du Roi Louis XV : « Il a donné dans toutes les occasions des preuves distinguées de son zèle infatigable pour le service de notre État et d'un courage intrépide ; il s'est trouvé à onze combats… c'est pourquoi nous avons résolu de l'élever à la dignité de Maréchal de France, pour honorer en sa personne la vertu la plus pure et le plus parfait désintéressement ».
D'une simplicité exemplaire et d'une modestie incomparable, ce célibataire austère est peu tenté par les plaisirs de la Cour. Le chevalier de Coëtlogon, vice-amiral et Maréchal de France, compagnon de Tourville qu'il vénérait et de Châteaurenault, son parent, est un grand marin de Louis XIV, qui fit honneur à son blason et à la devise de sa très ancienne maison « De tout temps Coëtlogon »

## Honneurs et postérité
Dans le 6e arrondissement de Paris entre la rue d'Assas et la rue de Rennes, la rue Coëtlogon a été nommée en son honneur.
À Rennes, l'avenue qui conduit de la route de Saint-Malo au château de la Lande Coëtlogon en Pacé, acheté par le département pour en faire une école de laiterie, porte le nom de Coëtlogon, vice-amiral et Maréchal de France.
Au XIXe siècle, deux bâtiments de la Marine nationale française ont porté le nom de Coëtlogon :
- le Coëtlogon, un croiseur de classe Forbin, lancé en décembre 1888 et désarmé en 1906
- un navire de transport, lancé en 1920

## Armoiries
| Figure | Nom du prince et blasonnement             |
|        | De gueules, à trois écussons d'hermines,. |